# انگور (ماننا)
انگور یکی از قهرمانان و فرماندهان ساتراپ نشین‌های قیزل بوندا در حکومت ماننا (نام قدیم کوه‌های قافلان کوه واقع در منطقه ماهنشان و میانه امروزی) بود. وی در منطقه انگوران که نامش احتمالا برگرفته از نام این دلاور و فرمانده جنگی گرفته شده‌است، بود.
اسم او به زبان ترکی امروزی کنایه از بسیار پر زور، شجاع، قوی، غرنده و پرجوش می‌باشد.

## مرگ
او برای دفاع از هویت، سرزمین و همین‌طور قلعهٔ خود که در نزدیکی رودخانه قیزل اوزن که به نام (سیبار) بوده‌است در نبرد با آشوریان به فرماندهی شامشی آداد پنجم دلاورانه شکست خورد و کشته شد.